# حسن لقطع
حسن لقطع (1872 - 1952) شاعر ليبي اسمه حسن الفاخري ولُقب بـ (حسن لقطع) بسبب فقد إصبعين من يده اليمنى (البنصر، الأوسط). ولد عام 1872 م وتوفي عام 1952م في مدينة أجدابيا. لديه الكثير من الأشعار وخاصة الهجائية، ولقد تغنى بشعره الفنان الليبي أحمد فكرون كقصيدة (سلف مردود)، ومن أشهر أشعاره (مفطوم ع العصر، سلف مردود، بلها، سعدي). ولديه عدة إنجازات في الشعر.